# Карен Мурадян
Карен Мурадян (вірм. Կարեն Մուրադյան, нар. 1 листопада 1992, Ґюмрі) — вірменський футболіст, півзахисник клубу «Арарат-Вірменія».
Виступав, зокрема, за клуб «Ширак», а також національну збірну Вірменії.
Дворазовий чемпіон Вірменії. Дворазовий володар Кубка Вірменії. Володар Суперкубка Вірменії.

## Клубна кар'єра
У дорослому футболі дебютував 2011 року виступами за команду «Ширак», в якій провів чотири сезони, взявши участь у 74 матчах чемпіонату. 
Згодом з 2015 по 2021 рік грав у складі команд «Алашкерт», «Алашкерт», «Ширак» та «Арарат».
До складу клубу «Арарат-Вірменія» приєднався 2021 року. Станом на 4 серпня 2023 року відіграв за єреванську команду 62 матчі в національному чемпіонаті.

## Виступи за збірні
Протягом 2012–2013 років залучався до складу молодіжної збірної Вірменії. На молодіжному рівні зіграв у 3 офіційних матчах.
2013 року дебютував в офіційних матчах у складі національної збірної Вірменії.

## Титули і досягнення
- Чемпіон Вірменії (2):

«Ширак»: 2012-2013
«Алашкерт»: 2015-2016
- Володар Кубка Вірменії (2):

«Ширак»: 2011-2012
«Цемент» (Арарат): 2020-2021
- Володар Суперкубка Вірменії (2):

«Алашкерт»: 2016
Арарат-Вірменія: 2024